# ألبرت هيوز
ألبرت هيوز هو لاعب هوكي الجليد كندي، ولد في 13 مايو 1901 في جيلف في كندا، وتوفي في 7 نوفمبر 1969.

## وصلات خارجية
- ألبرت هيوز على موقع دوري الهوكي الوطني (الإنجليزية)
- ألبرت هيوز على موقع EliteProspects.com (الإنجليزية)
- ألبرت هيوز على موقع HockeyDB.com (الإنجليزية)
- ألبرت هيوز على موقع Hockey-Reference.com (الإنجليزية)